# Dave Samuels
Dave Samuels (Waukegan, 1948. október 9. – New York, 2019. április 22.) amerikai vibrafon-, marimbajátékos.

## Pályafutása
Dave Samuels az Illinois-i Waukeganben született. Hat évesen kezdett dobolni és zongorázni. A Boston University-n tanult vibrafonozni és marimbán játszani. Tanulmányait a bostoni Berklee College of Musicon folytatta, ahol Gary Burton vibrafonosnál tanult.
1974-ben New Yorkba költözött. Hamarosan Gerry Mulligan, Carla Bley és Gerry Niewood társaságában lépett fel. Vibrafon/marimba hangszerekkel játszott David Friedmannel – aki a tanára volt még Bostonban és Double Image névvel adott ki albumokat. 1979-ben a Spyro Gyra-val kezdett felvételeket készíteni, aminek 1986-ban a lett, és a 90-es évekig a zenekar tagja volt.
Az 1980-as években Paul McCandlessel, Art Lande-el, Anthony Davisszel és Bobby McFerrinnel is készített felvételeket. 1993-ban létrehozta a Caribbean Jazz Projectet.
Samuels cikkeket írt a Modern Percussionist és Modern Drummer folyóiratba; egy szakkönyvet is írt, hozzá oktatóvideót is készített. Tanított a Berklee-ben és a New England Conservatory of Music-ban.
Samuels 2019-ben hunyt el egy fel nem ismert, hosszantartó betegség következtében.

## Albumok
- 1980: One Step Ahead
- 1988: Living Colors
- 1989: Ten Degrees North
- 1989: Fountainhead with Andy LaVerne
- 1991: Natural Selection
- 1992: Del Sol
- 1994: Synergy with Samuels
- 1998: Tjader-ized: A Cal Tjader Tribute
- 2007: Dualism

### Spyro Gyra együttes
- 1978: Spyro Gyra
- 1979: Morning Dance
- 1980: Catching the Sun
- 1980: Carnaval
- 1981: Freetime
- 1982: Incognito
- 1983: City Kids
- 1984: Access All Areas
- 1985: Alternating Currents
- 1986: Breakout
- 1987: Stories Without Words
- 1988: Rites of Summer
- 1989: Point of View
- 1990: Fast Forward
- 1992: Three Wishes
- 1993: Dreams Beyond Control
- 1995: Love and Other Obsessions
- 1996: Heart of the Night
- 1997: 20/20
- 1999: Got the Magic
- 2003: Original Cinema
- 2004: The Deep End
- 2006: Wrapped in a Dream
- 2008: A Night Before Christmas

#### Más együttesek
Caribbean Jazz Project, Double Image, Gerry Mulligan (1974: Carnegie Hall Concert (CTI), Chet Baker, Gerry Mulligan); 1976: Idol Gossip; 1995: Dragonfly; 1978: Frank Zappa in New York); 1994: Pat Metheny), egyebek...

## Fordítás
Ez a szócikk részben vagy egészben  a   Dave Samuels című angol Wikipédia-szócikk ezen változatának fordításán alapul.  Az eredeti cikk szerkesztőit annak laptörténete sorolja fel. Ez a jelzés csupán a megfogalmazás eredetét és a szerzői jogokat jelzi, nem szolgál a cikkben szereplő információk forrásmegjelöléseként.